# EGMA
EGMA, turecky EGMA Düdeni nebo Peynirlikönü, je propast a nejhlubší jeskyně v Turecku. Nachází se v obci Sugözü u Anamuru. Jeskyně je 1429 metrů hluboká a 3118 metrů dlouhá. EGMA je zkratka pro Evren Günay - Mehmet Ali Özel.
V roce 1993 byla jeskyně objevena BÜMAKem - speologickou společností univerzity Boğaziçi. Při povodni v roce 2001 zemřel v jeskyni Mehmet Ali Özel. V roce 2004, s pomocí příslušníků bulharské speleologické federace, tým BÜMAKu našel Mehmetovo tělo a také dosáhl nejhlubšího bodu.